# Sphaerodactylus sommeri
Sphaerodactylus sommeri — вид геконоподібних ящірок родини Sphaerodactylidae. Ендемік Гаїті.

## Опис
Довжина самців Sphaerodactylus sommeri (без врахування хвоста) становить 30 мм, самиць 35 мм.

## Поширення і екологія
Sphaerodactylus sommeri відомі з типової місцевості, розташованої на узбережжі затоки Гонаїв на заході острова Гаїті, на північ від міста Гонаїв. Вони живуть в сухих тропічних лісах, серед скель. Зустрічаються на висоті до 680 м над рівнем моря. Відкладають яйця.

## Збереження
МСОП класифікує цей вид як такий, що перебуває на межі зникнення. Sphaerodactylus sommeri загрожує знищення природного середовища. 